# Joseph Tournier
Pour les articles homonymes, voir Tournier.
Joseph Tournier, né à Champfromier le 25 avril 1854 et mort à Belley le 14 juillet 1938, est un chanoine français, précurseur de l'archéologie, de l'étude de la préhistoire et de la géologie du département de l'Ain. Il est également le fondateur de la première association française de parents d'élèves.

## Famille et enfance

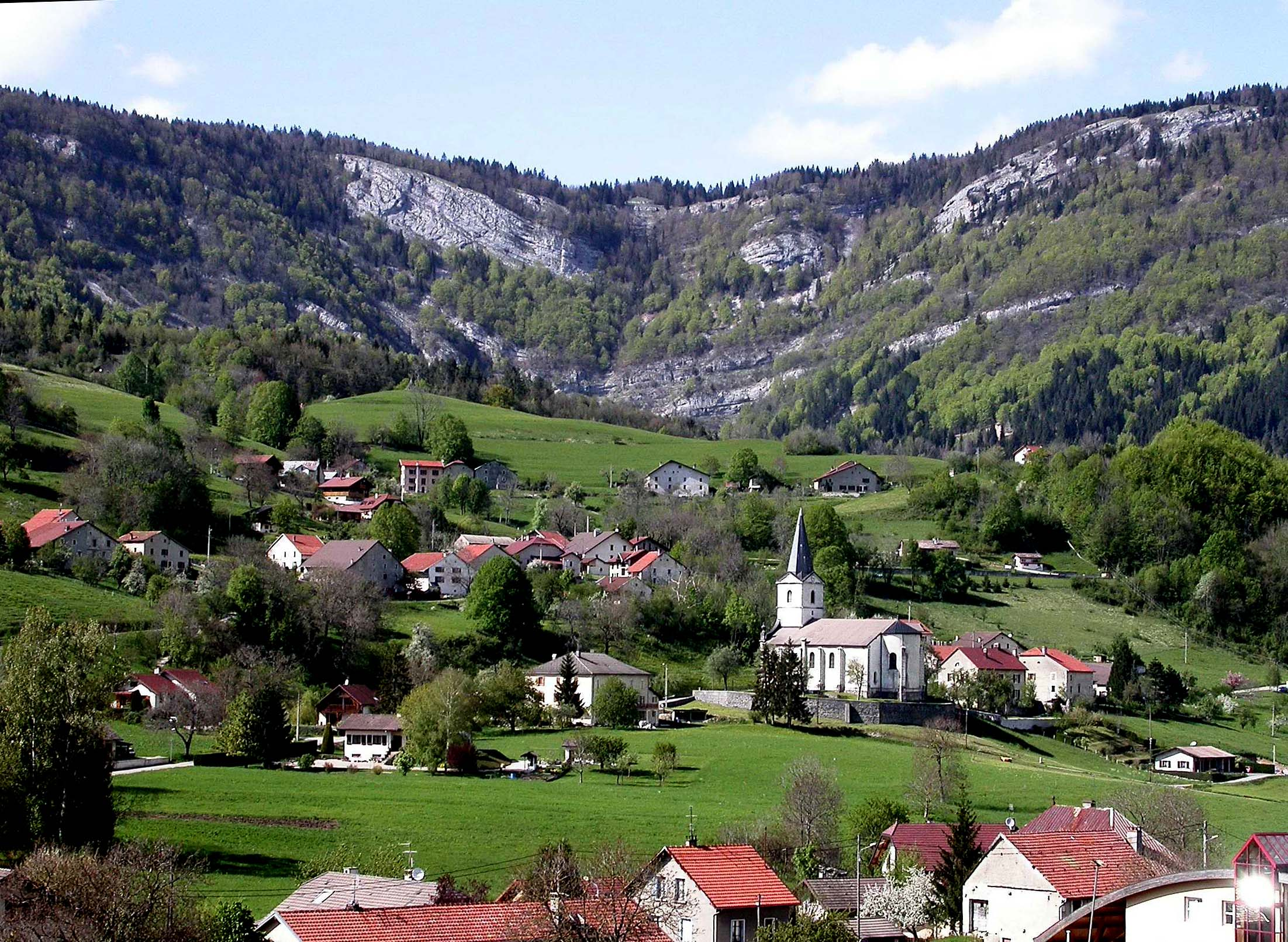
Vue générale de Champfromier.

Joseph-Policarpe Tournier, dernier né d'une fratrie de neuf enfants, est le fils de François Tournier dit Sergent, garde forestier, et de Marie-Jeanne Genolin, cultivatrice.
À sa naissance, cinq de ses frères et sœurs sont déjà morts à moins de 12 ans, dont une sœur décédée trois mois auparavant.

## Études et carrière professionnelle

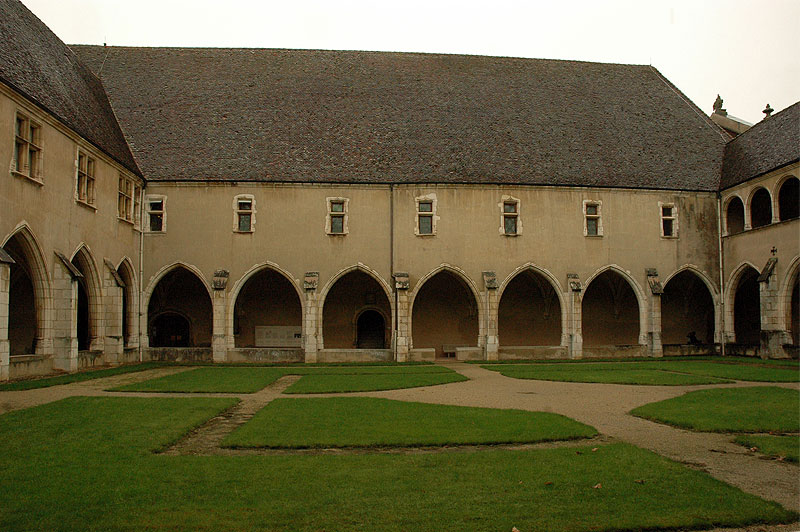
Second cloître du grand séminaire de Brou.

Joseph Tournier a fait ses études au petit séminaire de Belley, puis au grand séminaire de Brou de 1872 à 1875. Professeur en classe élémentaire au collège de Thoissey, il est ordonné prêtre le 1er septembre 1878. Il enseigne durant 13 années en tant que professeur de la classe supérieure de français.
Il est nommé curé de Contrevoz le 1er octobre 1891, curé et archiprêtre de Saint-Rambert-en-Bugey le 17 août 1900, commensal de Monseigneur François Labeuche, chanoine titulaire, vicaire général honoraire et visiteur diocésain en 1908.
Mgr Adolphe Manier  le nomme directeur de l'enseignement libre et inspecteur des écoles primaires catholiques du diocèse en 1910.

## L'historien

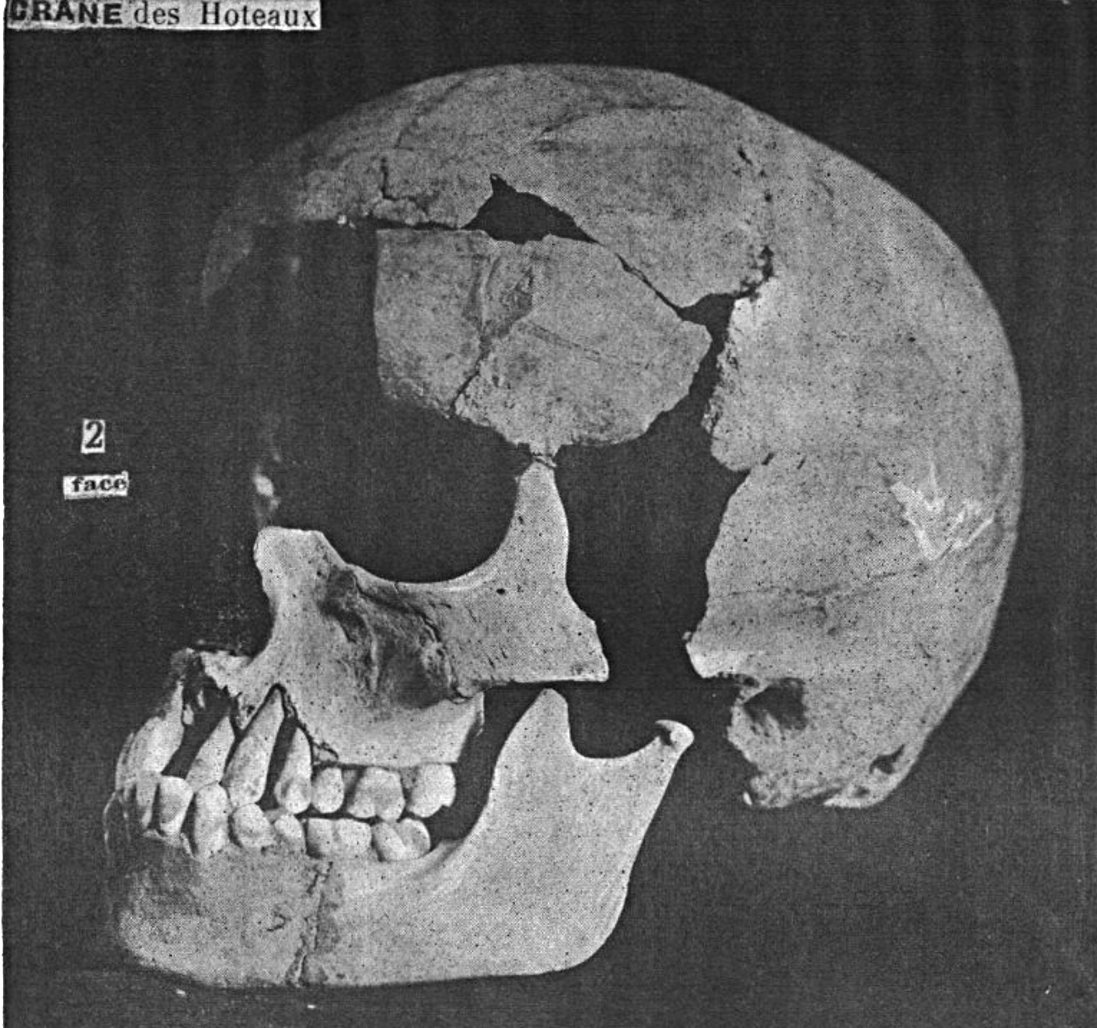
Crâne magdalénien découvert par Joseph Tournier dans la grotte des Hoteaux.

Esprit ouvert, Joseph Tournier se passionne rapidement, alors qu'il est professeur de français, pour l’étude des sciences physiques et naturelles.
Initié à la géologie et à la paléontologie par Monsieur Corbet de Saint-Amour, il approfondit ses connaissances avec son confrère l'abbé Beroud, un autre paléontologue amateur.
Il est en contact avec de nombreux scientifiques, en particulier l'abbé Henri Breuil, le « pape de la Préhistoire », préhistorien universellement connu, ou Joseph Déchelette, le précurseur de la céramologie antique.
Ses fouilles les plus connues de la période paléolithique concernent essentiellement :
- la grotte des Hoteaux à Rossillon, dans la cluse des Hôpitaux (1894) ;
- la grotte de la Bonne Femme à Brégnier-Cordon (1895) ;
- la grotte de la Tessonnière à Ramasse dans la Revermont (1903).

On lui doit également la reprise des fouilles de la grotte de La Cabetane à Treffort (1902), l'abri de la Croze au lieu-dit de  Chateauvieux à Saint-Martin-du-Mont, la grotte de la Sauge à Cerdon, le grand abri de Sous-Sac à Craz en Michaille, ainsi que Serrières-sur-Ain, Bénonces, etc.

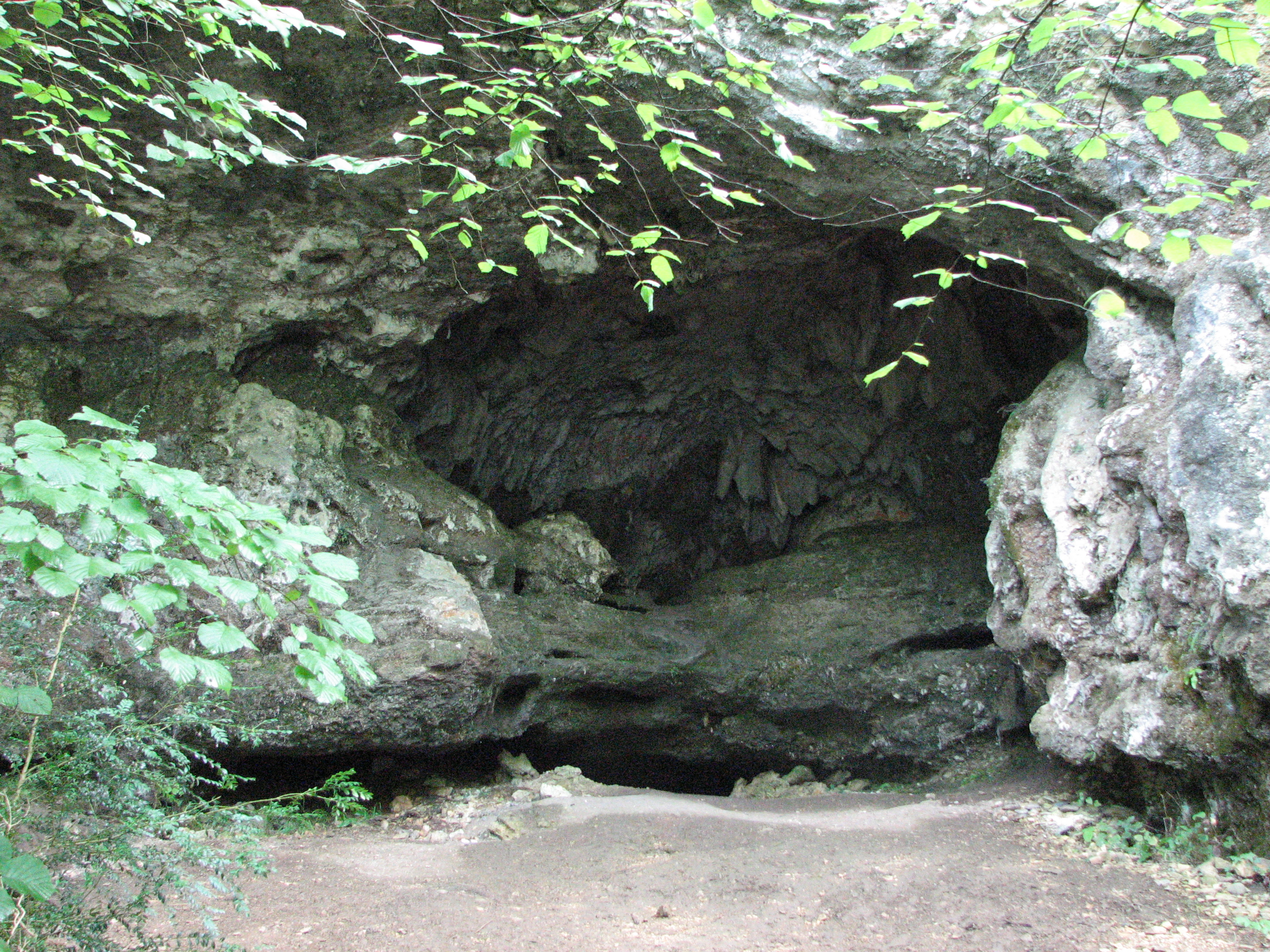
Entrée de la grotte de la Bonne-Femme.

Assistant aux congrès des Sociétés savantes, Joseph Tournier a publié de nombreux articles et des brochures (Les hommes préhistoriques de l'Ain, La Grotte des Hoteaux...) sur les résultats de ses découvertes faites dans les grottes et abris du département. Il publia notamment dans le Bulletin de la Société Gorini (une revue d'histoire ecclésiastique et d'archéologie religieuse du Diocèse de Belley) et dans la revue Le Bugey, dont il est le cofondateur.
Il en fit don de sa collection d'outils (silex, os) au Grand Séminaire de Belley (Musée Saint-Anthelme), inauguré en 1932. Sa collection n'a pas été dispersée et l'intégralité de ce musée est actuellement (2012) en dépôt au musée Escale de Brégnier-Cordon.
Profondément attaché au Bugey et à la ville de Saint-Rambert, où il a exercé son sacerdoce pendant 8 ans, et particulièrement passionné par le XVIIe siècle et le XVIIIe siècle qu'il considère (jusqu'en 1789) comme la période la plus aboutie de l'histoire de France, Joseph Tournier est également l'auteur d'une étude sur l'histoire de la cité de Saint-Rambert (Saint-Rambert-en-Bugey, la ville aux XVIIe siècle et XVIIIe siècle).

## L'inventeur des associations de parents d'élèves
L'Abbé Tournier est à l'origine de la première association de parents d'élèves
En 1900, l'Abbé Tournier prend ses fonctions à Saint-Rambert-en-Bugey et doit faire face à l'hostilité des instituteurs, en particulier d'un sous-maître "libre-penseur" « qui semblait prendre à tâche de détruire la foi dans l'âme des enfants afin, sans doute, de leur enlever la confiance et la sympathie qu'il (lui) témoignaient ».
Tournier comprend que pour faire face à cette situation, il doit tout d'abord exiger l'observation de la loi imposant la neutralité religieuse dans l’enseignement scolaire. Les plaintes restant sans réponses et sans suite, il prend note, pendant 2 années, des doléances des parents et des enfants, et met en route l'idée d'une association de pères de famille pour la surveillance de l'école.
Une pétition, rédigée par ses soins et signée par plusieurs pères de famille (dont 2 conseillers municipaux), est remise à l'inspecteur primaire pour se plaindre d'un instituteur qui « blasphémait, parlait contre la religion et le curé ».
Le résultat de cette action est un succès et l'instituteur «rentre dans le rang».
Devant ce succès, l'abbé Tournier envisage une association cantonale, suivant le principe « l'union fait la force ». Il obtient le soutien de M. Blois, un industriel de Saint-Rambert qui sera le cofondateur de l'association. Leur but est « de maintenir dans l'Ecole le culte du patriotisme et des traditions nationales et faire observer la neutralité religieuse inscrite dans la loi ».
Un manifeste et un bulletin d’adhésion, en vue d'une réunion prévue le 1er octobre 1905 à Saint-Rambert, sont envoyés aux familles. Le ton du manifeste, sans doute écrit par Tournier, provoque un scandale et le ministère doit sévir. Ce manifeste sera publié par Georges Goyau dans « L'école d'aujourd'hui »
La réunion aboutit à la création de l'Association des familles du Canton de Saint-Rambert. L'association est non confessionnelle. Tout le monde peut y adhérer, même les femmes, qui peuvent faire partie du conseil d'administration.
L'association ayant rapidement fait preuve de son utilité (seulement 2 "infractions" minimes seront constatées en 1906, lors de la première assemblée générale), le modèle se répand: en 1907, on compte déjà 11 associations cantonales et 3 associations paroissiales de même type.

## Principales publications

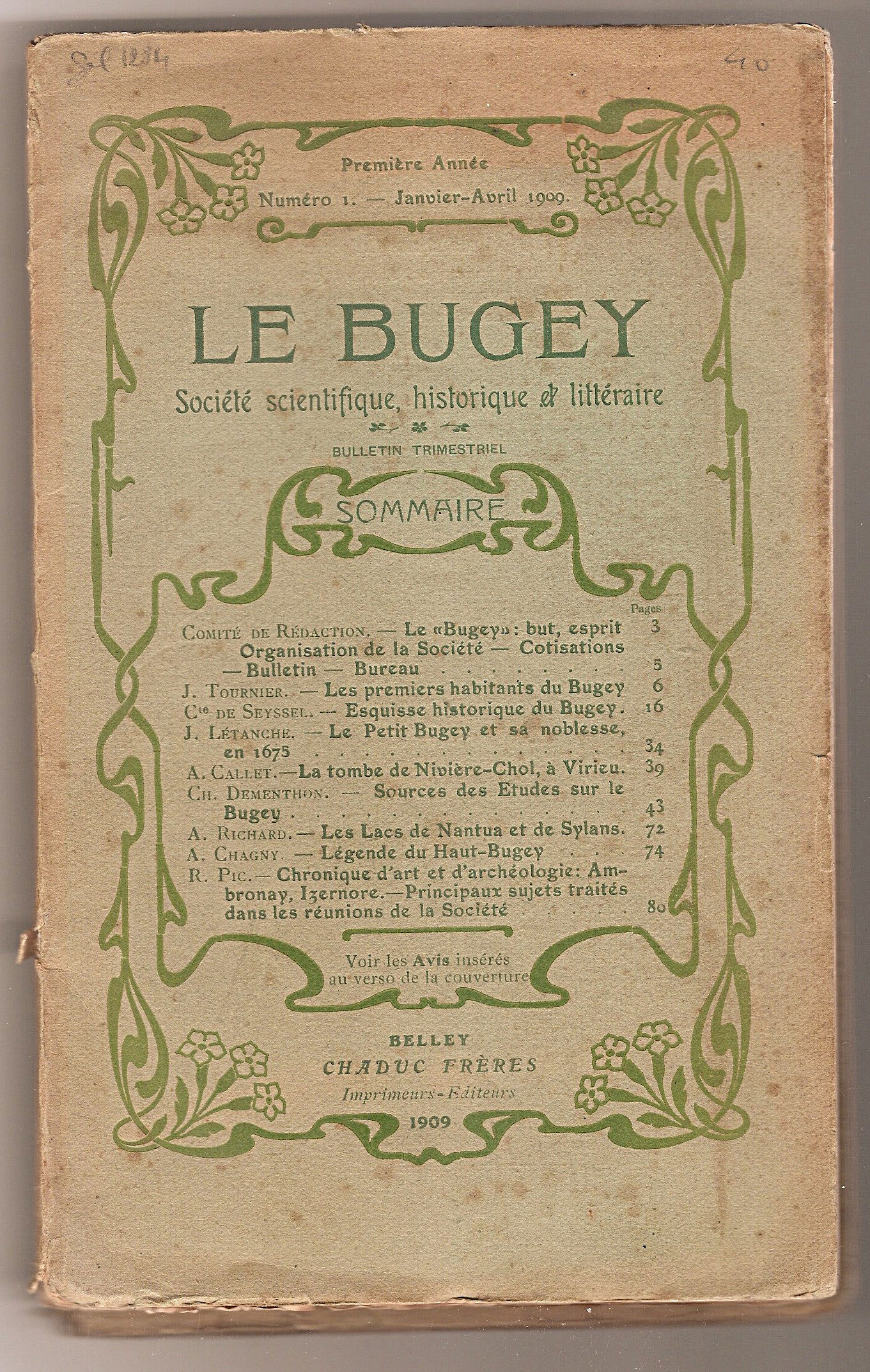
Couverture de la revue de la société « le Bugey », qui publia de nombreux articles de Joseph Tournier

- 1884 : La Grotte des Balmes, à Villereversure (avec l'abbé Béroud)
- 1895 : Les Hommes préhistoriques dans l'Ain (avec Charles Guillon)
- 1902 : Grotte de la Cabatane, près Treffort Ain, âge de la pierre polie (avec Jules Baux)
- 1903 : Les Abris de Sous-Sac et les grottes de l'Ain à l'époque néolithique (avec Charles Guillon)
- 1909 : Situation morale de l'école, statistique des manuels scolaires, conférence
- 1910 : Association des familles, conférence donnée par M. le chanoine Tournier, vicaire général de Belley, au Congrès diocésain d'Annecy, novembre
- 1911 : Grotte-abri de la Bonne Femme, Brégnier-Cordon Ain, nouvelles fouilles et compte-rendu (avec Joseph Déchelette)
- 1912 : La Coéducation... Rapport lu au Congrès de la Fédération des associations catholiques de chefs de familles
- 1914 : La Ville de Saint-Rambert aux XVIIe siècle et XVIIIe siècle, esquisse historique
- 1921 : Étude géologique de la région de Chézery, chaîne orientale du Jura de l'Ain
- 1924 : La Grotte des Hoteaux, Ain, âge du renne, étude complète et définitive d'après les premières fouilles
- 1934 : Fouilles de la rive gauche du Rhône entre La Balme et Yenne

## Hommages et héritages
- La ville de Saint-Rambert-en-Bugey a baptisé un de ces passages « Rue de l'Abbé Joseph Tournier ».
- La revue Le Bugey, dont Joseph Tournier est l'un des cofondateurs, paraît annuellement, avec un tirage d'environ 1 300 exemplaires.